# Oscar Almgren
Oscar Almgren (* 9. November 1869 in Stockholm; † 13. Mai 1945 in Uppsala) war ein schwedischer Prähistoriker. Sein 1897 erschienenes Werk über die Fibelformen in Nordeuropa gilt noch heute als maßgebend.

## Leben
Almgren war der Sohn eines Textilfabrikanten. 1886 begann er das Studium der Sprachwissenschaften sowie der nordischen und klassischen Archäologie. Er arbeitete zunächst am Historischen Museum in Stockholm. 1914 wechselte er auf einen Lehrstuhl an die Universität Uppsala. Almgren begann 1918 zu erblinden, blieb dem Lehrbetrieb aber bis 1925 erhalten. 1919 wurde er korrespondierendes Mitglied der Berliner Gesellschaft für Anthropologie, Ethnologie und Urgeschichte. Bei der Königsberger Kant-Feier (1924) zeichnete ihn die Albertus-Universität mit der Ehrendoktorwürde aus.
Almgren leitete viele Grabungen, unter anderem die des Grabhügels von Håga, wobei der spätere König Gustav VI. Adolf einer seiner Schüler war. Seine Arbeit zu den nordeuropäischen Fibelformen zählt bis heute zu den wichtigsten Werken der europäischen Archäologie überhaupt und gilt für die Erforschung der römischen Kaiserzeit nach wie vor als bedeutende Arbeitsgrundlage. Anlässlich des 100. Jahrestages der Erstveröffentlichung des Werkes fand in Kleinmachnow bei Berlin ein internationales Festkolloquium statt, dessen Ergebnisse in einem Sammelband publiziert wurden.

## Schriften
- Studien über nordeuropäische Fibelformen der ersten nachchristlichen Jahrhunderte mit Berücksichtigung der provinzialrömischen und südrussischen Formen. Hæggström, Stockholm 1897, (Upsala, Universität, Dissertation, 1897; Digitalisat; 2. Auflage, ergänzt durch ein Nachwort. (= Mannus-Bibliothek. 32, ISSN 0720-7158). Kabitzsch, Leipzig 1923; Unveränderter Nachdruck der 2. ergänzten Auflage. Habelt, Bonn 1973, ISBN 3-7749-1258-0).
- ‚Kung Björns Hög‘ och andra fornlämningar vid Håga. På föranstaltande af H. K. H. Prins Gustav Adolf undersökta 1902–03 (= Arkeologiska monografier. 1, ISSN 0347-0873) Beckman, Stockholm 1905.
- Zur Bedeutung des Markomannenreichs in Böhmen für die Entwicklung der germanischen Industrie in der frühen Kaiserzeit. In: Mannus. 5, 1913, S. 265–278.
- mit Birger Nerman: Die ältere Eisenzeit Gotlands. Nach den in Statens Historiska Museum, Stockholm aufbewahrten Funden und Ausgrabungsberichten dargestellt (= Vitterhets Historie och Antikvitets Akademien. Monografiserien. 4, 1–2, ISSN 0347-0873). 2 Hefte. Hæggström, Stockholm 1914–1923.
- Svenska folkets äldsta öden. Ett par inledningskapitel till vår historia (= Fordomtima. 3, ZDB-ID 978779-3). Akademiska bokhandeln, Uppsala 1920.
- Hällristningar och kultbruk. Bidrag till belysning av de nordiska bronsåldersristningarnas innebörd (= Kungl. Vitterhets, Historie och Antikvitets Akademiens handlingar. 35, ZDB-ID 953008-3). Lagerström, Stockholm 1926–1927, (In deutscher Sprache: Nordische Felszeichnungen als religiöse Urkunden. Diesterweg, Frankfurt am Main 1934).
- Sveriges fasta fornlämningar från hednatiden (= Föreningen Urds skrifter. 1, ZDB-ID 996199-9). Lindblad, Uppsala 1923.